# Simon Wulfse
Simon (Siem) Wulfse (ur. 12 stycznia 1952 w Dordrecht) – holenderski trójboista siłowy i strongman.
Mistrz Holandii Strongman w 1982 r. Mistrz Europy Strongman w 1983 r.

## Życiorys
Simon Wulfse w 1989 r. został skazany za przemyt narkotyków.
Wymiary:
- wzrost 186 cm
- waga 120 kg
- biceps 48 cm
- klatka piersiowa 135 cm

## Osiągnięcia strongman
- 1982
  - 1. miejsce – Mistrzostwa Holandii Strongman
  - 2. miejsce – Mistrzostwa Europy Strongman 1982
- 1983
  - 1. miejsce – Mistrzostwa Europy Strongman 1983
  - 3. miejsce – Mistrzostwa Świata Strongman 1983
- 1984
  - 4. miejsce – Mistrzostwa Europy Strongman 1984
- 1986
  - 3. miejsce – Mistrzostwa World Muscle Power
- 1987
  - 10. miejsce – Mistrzostwa Europy Strongman 1987 (kontuzjowany)
  - 3. miejsce – Mistrzostwa World Muscle Power
- 1988
  - 5. miejsce – Mistrzostwa Europy Strongman 1988